# Cal Bancaler (Sanaüja)
Cal Bancaler és un edifici del municipi de Sanaüja (Segarra) que forma part de l'Inventari del Patrimoni Arquitectònic de Catalunya.

## Descripció

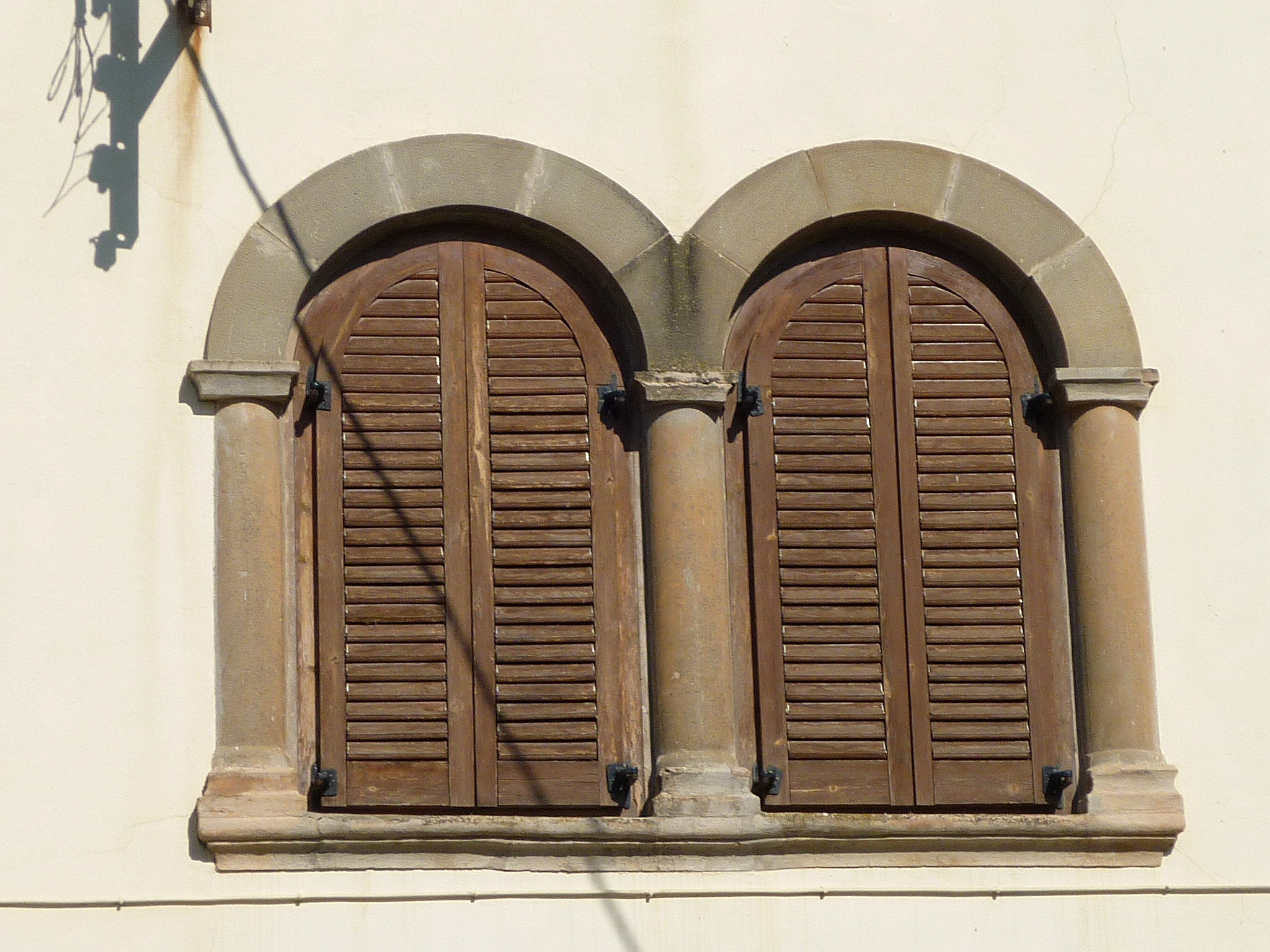
Finestres geminades

És una casa situada a prop del portal dels Escots, destacada pel seu aspecte de vil·la amb les dependències agrícoles a la part posterior, amb el perímetre delimitat per un mur baix al seu voltant on s'obre una porta que dona pas al jardí i a la façana principal, que conserva l'estructura original, exceptuant el cos afegit posteriorment al costat esquerre. Està estructurada en planta baixa, primer pis i golfes, i està construïda amb paredat i arrebossat superior, exceptuant les cantoneres, brancals i arcs de les finestres, que estan realitzats amb carreus de pedra regulars.
A la planta baixa trobem el que antigament era la porta principal, situada a l'esquerra de la façana, d'arc de mig punt, acompanyada per una finestra de grans dimensions amb arc de mig punt rebaixat. A la primera planta, a l'esquerra, trobem dues finestres geminades d'arc de mig punt amb columnetes amb base i capitell senzill, acompanyades per una segona finestra a la dreta d'arc rebaixat. A les golfes destaca una finestra central d'arc de mig punt amb una columna a banda i banda de les mateixes característiques que les finestres geminades de la primera planta, amb la part superior de perfil mixtilini i motllurat, rematat a banda i banda per unes pinyes.